# Aguamanil

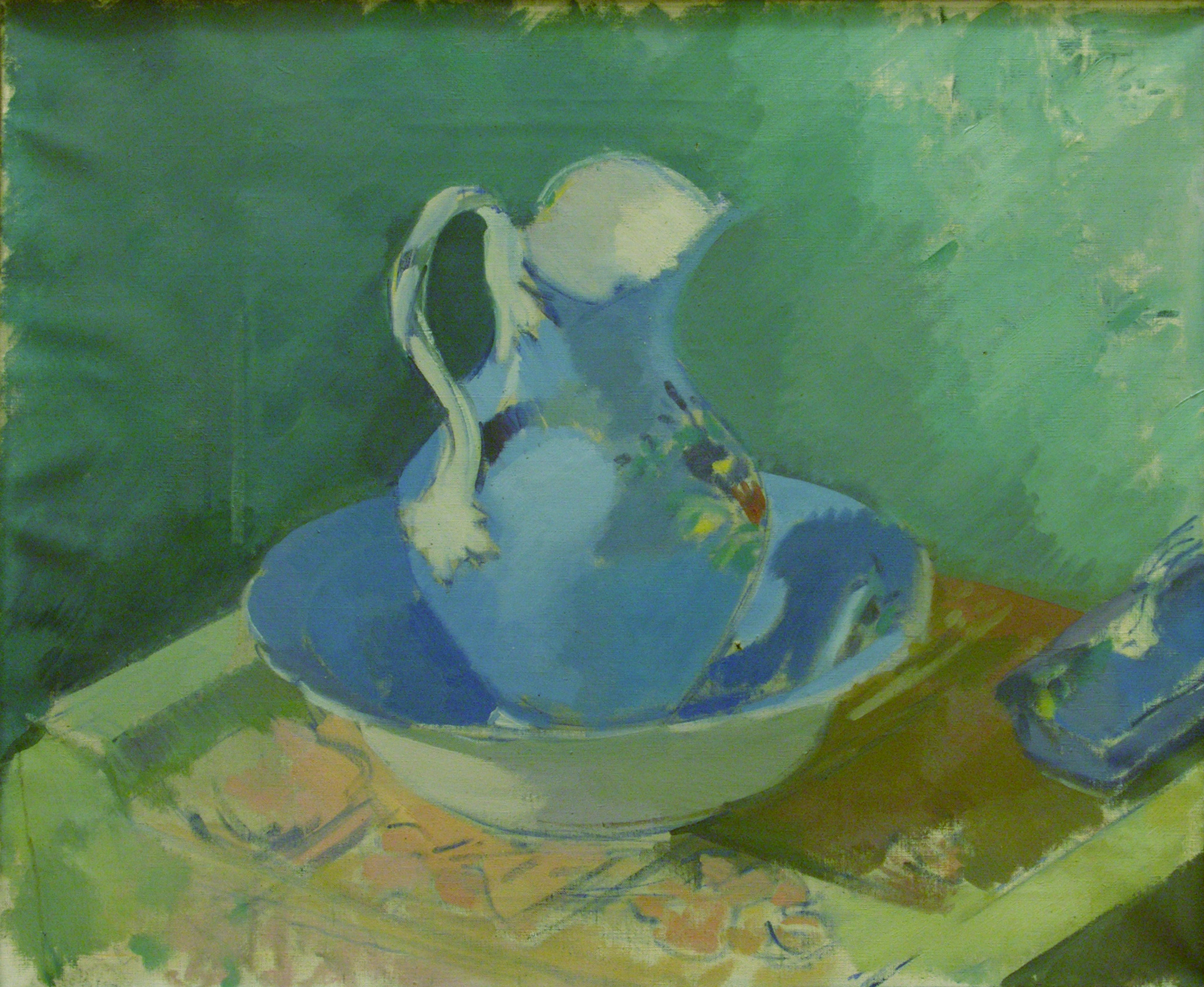
Aguamanil azul (1917), o juego de jarra y zafa en una obra pre-expresionista del pintor alemán Konrad Westermayr (1883-1917).

El término aguamanil denominaba originalmente al jarro, con pico vertedero y un asa grande y levantada, usado para lavarse las manos sobre un recipiente o vasija ancha y poco profunda similar a una palangana. También se llamaba así al receptáculo (palangana, jofaina, pileta, etc.) donde caía el agua y, por extensión, al conjunto de objetos que componen este servicio para la higiene personal, incluido el palanganero.
Como objeto lujoso de la vajilla, el aguamanil ha alcanzado categoría de arte por sus abundantes representaciones en ajuares orientales, europeos y de la América precolombina.

## Etimología y uso lingüístico
Nebrija ya citó el origen latino de esta voz, a partir de «aquamanirium» o «aquamanarium», de «aqua» (agua) y «manus» (mano), que desembocaron en el término del latín medieval «aquamanile».

## Origen histórico
El aguamanil, como objeto religioso anterior a su uso higiénico, se considera originario de Oriente. Asimismo se estima que llegó a Europa a través de Bizancio en la Alta Edad Media. Se tiene por uno de los más antiguos el conservado en la catedral de Aquisgrán, con forma de cabeza humana.

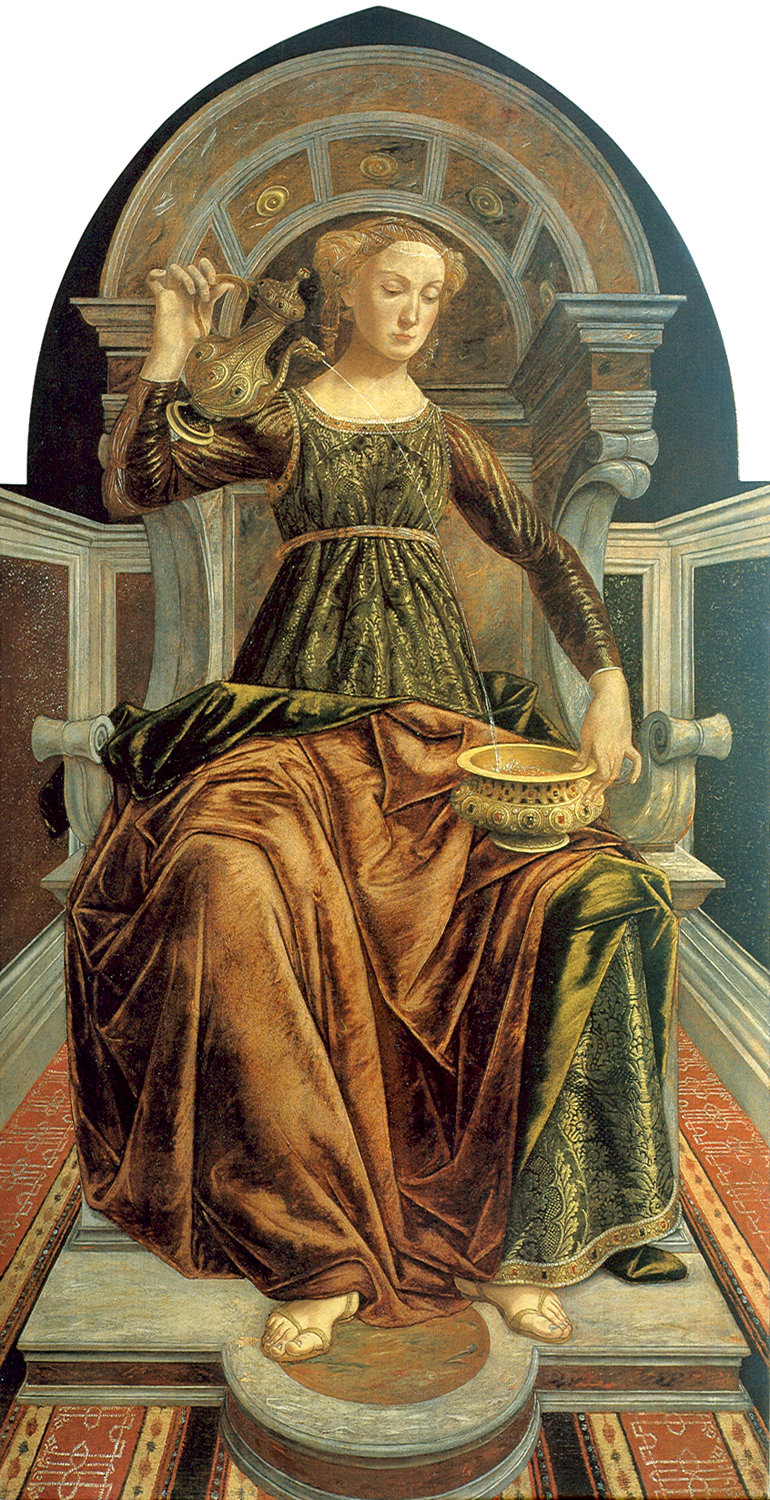
La templanza (1469-70), de Piero Benci Pollaiuolo. Galería Uffizi.

### Simbolismo y uso religioso
Común a muchas religiones desde la antigüedad, el aguamanil y sus componentes forman parte de la ceremonia mágica del lavamanos y su simbolismo. Es uno de los atributos de la Templanza, que en la iconografía suele representarse escanciando del jarro-recipiente (aguamanil) agua sobre la copa-recipiente (aguamanil también). Con menos protagonismo aparece asimismo en las alegorías visuales de la Prudencia y la Paciencia.
En la misa católica, el aguamanil es utilizado por el sacerdote en dos momentos: después del ofertorio, tras haber ofrecido a Dios el pan y el vino a consagrar; y posteriormente, tras la Eucaristía, para eliminar de sus dedos cualquier residuo de las hostias consagradas. El agua, junto con la usada para lavar el cáliz y el corporal, se ha de tirar en tierra natural. El aguamanil viene acompañado de un lienzo de paño para secarse las manos llamado manutergio.

## Zoomorfia y animalística
La representación animalística en las artes decorativas ha tenido en el aguamanil uno de sus objetos preferidos. Grandes museos como el Ermitage de San Petersburgo, el Rijksmuseum holandés, el Museo Nacional Germano de Núremberg, el Museo Metropolitano de Arte de Nueva York o el LACMA californiano, cuentan con ricas colecciones de aguamaniles zoomorfos.

### El aguamanil del Louvre
El Museo del Louvre guarda entre sus múltiples tesoros una bella pieza zoomorfa que debió salir de España tras el saqueo francés durante la Guerra de la Independencia Española. Se trata de un aguamanil en forma de pavo real que, además presenta la curiosidad de mostrar en su superficie una inscripción bilingüe, en árabe y latín, con el nombre del artista y la fecha de su ejecución, en el año 972. Los especialistas consideran Medina Azahara su lugar de origen.

Otros aguamaniles de museo
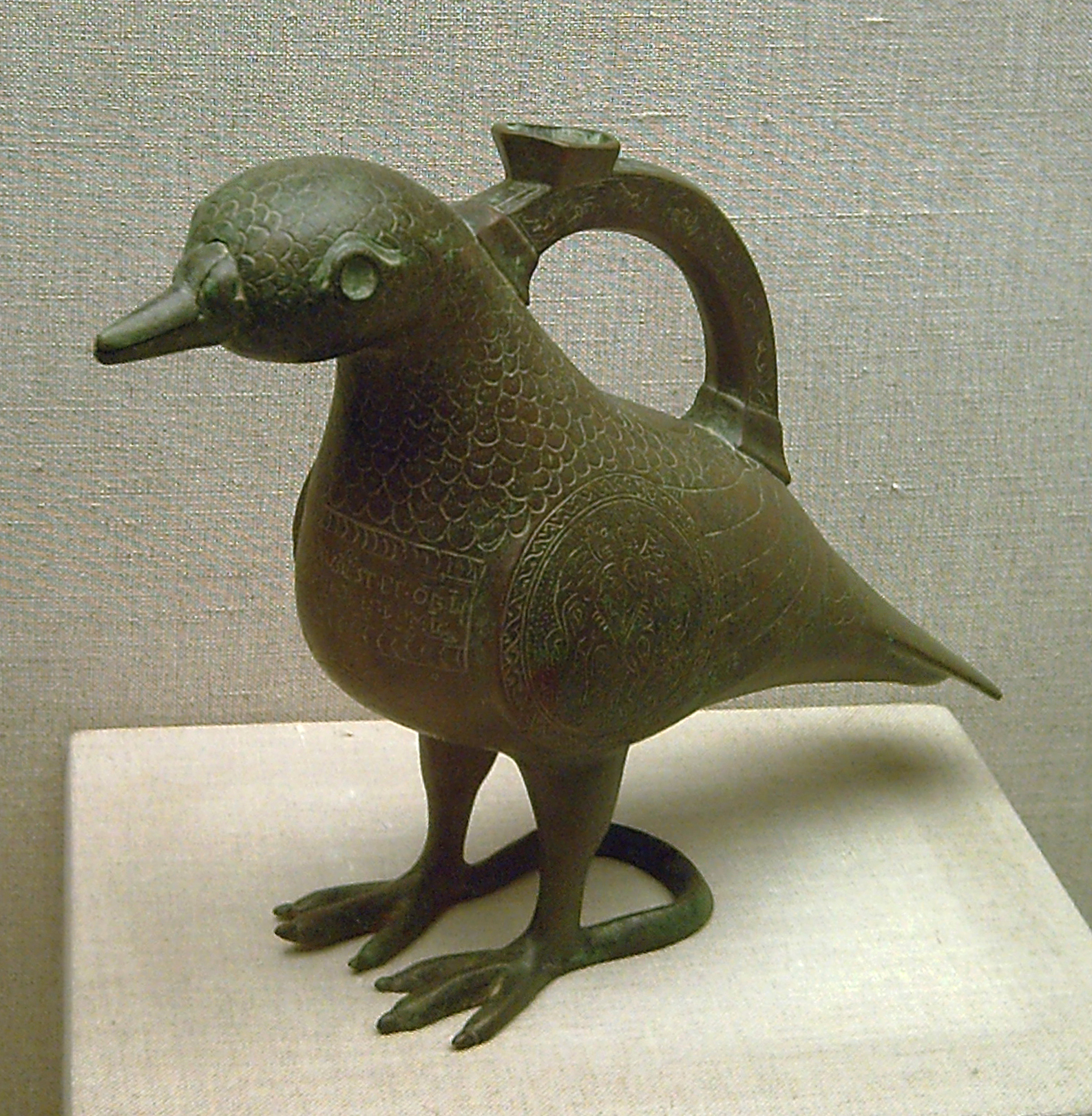
Aguamanil del siglo XI o XII procedente de Irán.[nota 2] (M.A.N.).
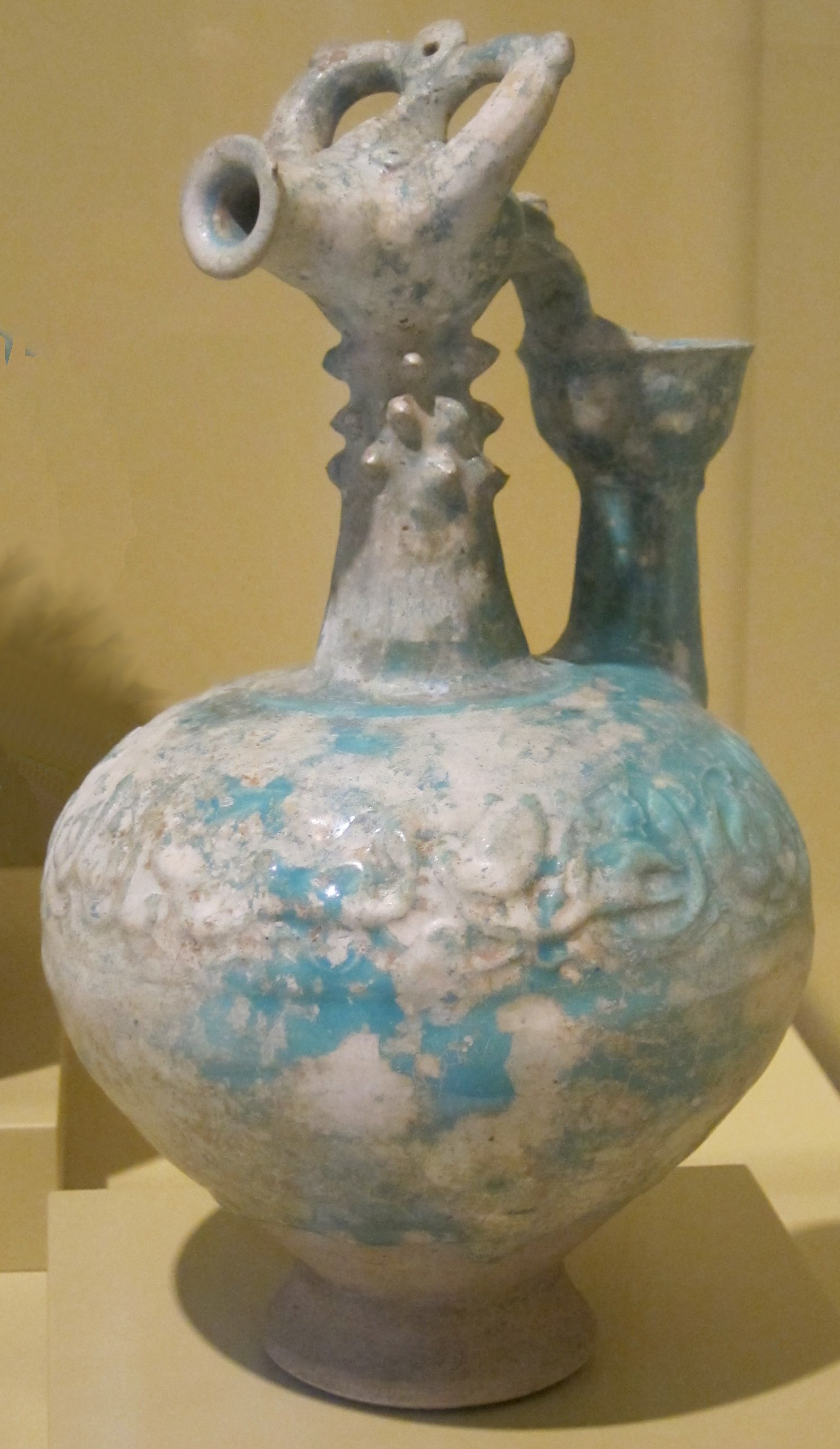
Aguamanil, Irán, siglo XIII, Academia de Artes de Honolulu.
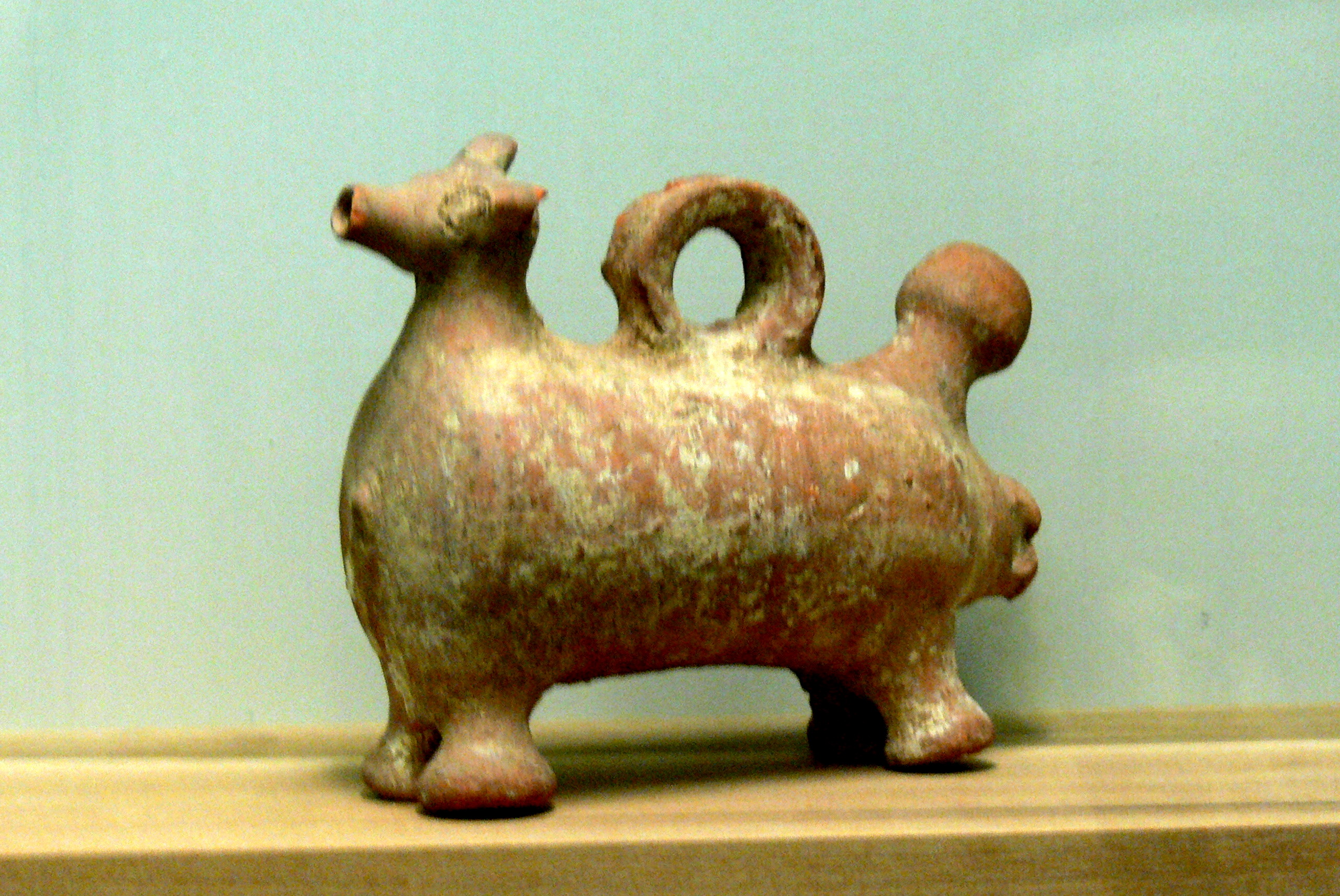
Aguamanil zoomorfo de terracota, siglo XIV. Museo Alemán de Historia (Berlín).
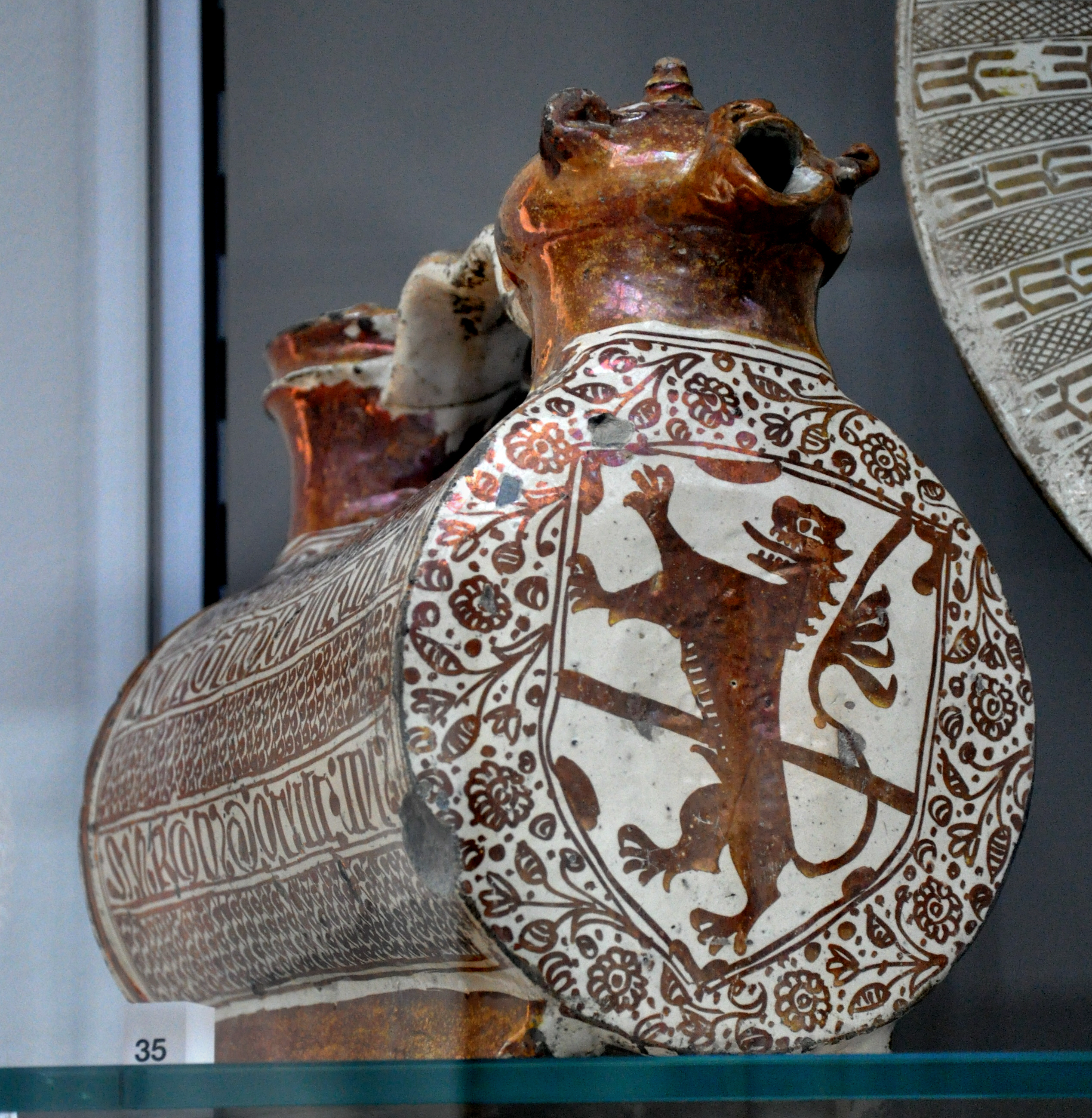
Aguamanil de Manises, en loza dorada, siglo XVI. Museo Victoria y Alberto.

## En la literatura
Fray Luis de León cierra su capítulo XII de La perfecta casada con estas higiénicas recomendaciones: 

"San Pablo escribe semejantemente: «Las mujeres se vistan decentemente, y su aderezo sea modesto y templado, sin cabellos encrespados, y sin oro y perlas, y sin vestiduras preciosas, sino cual conviene a las mujeres que han profesado virtud y buenas obras».

Éste, pues, sea su verdadero aderezo, y, para lo que toca a la cara, hagan como hacía alguna señora deste reino. Tiendan las manos, y reciban en ellas el agua sacada de la tinaja, que con el aguamanil su sirvienta les echare y llévenla al rostro, y tomen parte della en la boca y laven las encías, y tornen los dedos por los ojos, y llévenlos por los oídos, y detrás de los oídos también, y hasta que todo el rostro quede limpio no cesen; y después, dejando el agua, límpiense con paño áspero, y queden así más hermosas que el sol".
 La perfecta casada (1584) Fray Luis de León